# Bulbostylis nesiotis
Bulbostylis nesiotis är en halvgräsart som först beskrevs av William Botting Hemsley, och fick sitt nu gällande namn av Charles Baron Clarke. Bulbostylis nesiotis ingår i släktet Bulbostylis och familjen halvgräs. Inga underarter finns listade i Catalogue of Life.